# Trophée Kopa 2024
Navigation
Édition précédente Édition suivante
Le Trophée Kopa 2024 est la sixième édition du Trophée Kopa. Organisé par le magazine France Football, il récompense le meilleur joueur de moins de 21 ans de la saison 2023-2024. Au cours de la même cérémonie, il est également décerné le Ballon d'or pour le meilleur footballeur, le Ballon d'or féminin pour la meilleure footballeuse, le Trophée Yachine pour le meilleur gardien ainsi que le trophée Gerd Müller du meilleur buteur, le prix du Club de l'année masculin et féminin, le prix Johan Cruyff de l'entraineur de l'année masculin et féminin et le prix Sócrates qui met à l'honneur l'engagement d'un footballeur ayant réalisé des actions solidaires et humanitaires.

## Trophée Kopa
Les dix nommés sont connus le 4 septembre 2024.
Lamine Yamal reçoit le trophée Kopa le 28 octobre. Ce trophée vient récompenser une saison  2023-2024 durant laquelle il a joué 65 matches dont les quarts de finales de la Ligue des Champions et la finale de l'Euro 2024 qu'il a remportée où il est devenu le plus jeune joueur de l'histoire à jouer, marquer et remporter la compétition.
Le jury est constitué des vainqueurs encore en vie des Ballons d'or précédents. Pour le trophée Kopa 2024, 30 vainqueurs encore vivants pouvaient voter :
- quatre Brésiliens Ronaldo, Rivaldo, Ronaldinho et Kaká,
- quatre Français Michel Platini, Zinédine Zidane, Jean-Pierre Papin et Karim Benzema,

- trois Allemands Karl-Heinz Rummenigge, Lothar Matthäus et Matthias Sammer,
- trois Italiens Roberto Baggio, Gianni Rivera et Fabio Cannavaro,
- trois Ukrainiens Oleg Blokhine, Igor Belanov et Andriy Chevtchenko,
- deux Anglais Kevin Keegan et Michael Owen,
- deux Néerlandais Ruud Gullit et Marco van Basten
- deux Portugais Cristiano Ronaldo et Luís Figo,
- le Croate Luka Modrić, l'Argentin Lionel Messi, le Bulgare Hristo Stoitchkov, le Danois Allan Simonsen, l'Écossais Denis Law, le Libérien George Weah et le Tchèque Pavel Nedvěd.

Les anciens Ballons d'or devaient fournir une liste de trois footballeurs (sur dix joueurs préalablement établie par la rédaction de France Football), répondant aux efforts méritocratiques suivants :
1. Performances individuelles et collectives (palmarès) ;
2. Classe du joueur (talent et fair-play) ;
3. Faculté à s'inscrire dans la durée.

| Rang | Joueur             | Âge    | Club                           | Sélection nationale | Poste             | Points | %      |
| ---- | ------------------ | ------ | ------------------------------ | ------------------- | ----------------- | ------ | ------ |
| 1    | Lamine Yamal       | 17 ans | FC Barcelone                   | Espagne             | Attaquant         | 113    | 54.59% |
| 2    | Arda Güler         | 19 ans | Real Madrid                    | Turquie             | Milieu de terrain | 26     | 12.56% |
| 3    | Kobbie Mainoo      | 19 ans | Manchester United              | Angleterre          | Milieu de terrain | 20     | 9.66%  |
| 4    | Savinho            | 20 ans | Gérone FC Manchester City      | Brésil              | Attaquant         | 19     | 9.18%  |
| 5    | Pau Cubarsi        | 17 ans | FC Barcelone                   | Espagne             | Défenseur         | 8      | 3.86%  |
| 6    | Alejandro Garnacho | 20 ans | Manchester United              | Argentine           | Attaquant         | 6      | 2.90%  |
| 6    | Joao Neves         | 19 ans | SL Benfica Paris Saint-Germain | Portugal            | Milieu de terrain | 6      | 2.90%  |
| 8    | Warren Zaïre-Emery | 18 ans | Paris Saint-Germain            | France              | Milieu de terrain | 3      | 1.45%  |
| 8    | Karim Konaté       | 20 ans | RB Salzbourg                   | Côte d'Ivoire       | Attaquant         | 3      | 1.45%  |
| 8    | Mathys Tel         | 19 ans | Bayern Munich                  | France espoirs      | Attaquant         | 3      | 1.45%  |

### Détail des votes[5]
| Ancien Vainqueur      | Pays d'origine | Premier      | Deuxième           | Troisième          |
| --------------------- | -------------- | ------------ | ------------------ | ------------------ |
| Karl-Heinz Rummenigge | Allemagne      | Lamine Yamal | Arda Güler         | Alejandro Garnacho |
| Lothar Matthaus       | Allemagne      | Lamine Yamal | Joao Neves         | Savinho            |
| Matthias Sammer       | Allemagne      | Lamine Yamal | Kobbie Mainoo      | Savinho            |
| Ronaldo               | Brésil         | Savinho      | Lamine Yamal       | Arda Güler         |
| Rivaldo               | Brésil         | Lamine Yamal | Savinho            | Arda Güler         |
| Ronaldinho            | Brésil         | Lamine Yamal | Savinho            | Joao Neves         |
| Kaká                  | Brésil         | Lamine Yamal | Arda Güler         | Kobbie Mainoo      |
| Jean-Pierre Papin     | France         | Lamine Yamal | Warren Zaïre-Emery | Kobbie Mainoo      |
| Karim Benzema         | France         | Lamine Yamal | Arda Güler         | Alejandro Garnacho |
| Gianni Rivera         | Italie         | Lamine Yamal | Kobbie Mainoo      | Arda Güler         |
| Fabio Cannavaro       | Italie         | Lamine Yamal | Karim Konaté       | Arda Güler         |
| Michael Owen          | Angleterre     | Lamine Yamal | Kobbie Mainoo      | Savinho            |
| Oleg Blokhine         | Ukraine        | Lamine Yamal | Arda Güler         | Savinho            |
| Igor Belanov          | Ukraine        | Lamine Yamal | Kobbie Mainoo      | Savinho            |
| Andriy Shevchenko     | Ukraine        | Lamine Yamal | Savinho            | Kobbie Mainoo      |
| Ruud Gullit           | Pays-Bas       | Lamine Yamal | Kobbie Mainoo      | Pau Cubarsi        |
| Marco van Basten      | Pays-Bas       | Lamine Yamal | Alejandro Garnacho | Kobbie Mainoo      |
| Luis Figo             | Portugal       | Lamine Yamal | Arda Güler         | Joao Neves         |
| Luka Modric           | Croatie        | Lamine Yamal | Arda Güler         | Joao Neves         |
| Lionel Messi          | Argentine      | Lamine Yamal | Pau Cubarsi        | Alejandro Garnacho |
| Hristo Stoichkov      | Bulgarie       | Lamine Yamal | Pau Cubarsi        | Arda Güler         |
| Allan Simonsen        | Danemark       | Lamine Yamal | Mathys Tel         | Pau Cubarsi        |
| Pavel Nedved          | Tchéquie       | Lamine Yamal | Arda Güler         | Kobbie Mainoo      |

## Cérémonie
La cérémonie se déroule au Théâtre du Châtelet à Paris le 28 octobre 2024.